# Melanotaenium gunnerae
Melanotaenium gunnerae är en svampart som beskrevs av G.P. Clinton ex Vánky & R. Bauer 1998. Melanotaenium gunnerae ingår i släktet Melanotaenium och familjen Melanotaeniaceae.   Inga underarter finns listade i Catalogue of Life.